# Psilocybe strictipes
Psilocybe strictipes är en svampart som beskrevs av Singer & A.H. Sm. 1958. Psilocybe strictipes ingår i släktet slätskivlingar och familjen Strophariaceae.  Artens status i Sverige är: Ej påträffad. Inga underarter finns listade i Catalogue of Life.